# جامعة كولورادو الحكومية
جامعة كولورادو الحكومية  (بالإنجليزية: Colorado State University)‏ هي جامعة عامة في الولايات المتحدة تأسست عام 1870.
ومؤسسة تعليمية ممولة حكومياً؛ تقع في فورت كولنز، كولورادو. تأسست الجامعة ككلية زراعة ولاية كولورادو عام 1870. تمنح الجامعة الدرجات الجامعية المختلفة مثل البكالوريوس والماجستير، والدكتوراه المهنية من خلال كلية العلوم الزراعية، كلية العلوم الإنسانية التطبيقية، كلية إدارة الأعمال، كلية الهندسة، كلية الآداب، كلية العلوم الطبيعية، كلية الطب البيطري والعلوم الطبية الحيوية وكلية الموارد الطبيعية. الجامعة لديها ما يقرب من 24700 طالب مقيم بالسكن الجامعي.

## الإحصائيات
يبلغ عدد طلاب الجامعة 31,256 طالب، منهم 7,458 طالب دراسات عليا.

## الوصلات الخارجية
- الموقع الإلكتروني